# Цзіньцзян (Хайнань)
Цзіньцзян (кит. 金江镇, пін. Jīnjiāng Zhèn) — містечко у КНР, адміністративний центр повіту Ченмай у провінції Хайнань.

## Географія
Цзіньцзян розташовується на півночі острова Хайнань.

### Клімат
Містечко знаходиться у зоні, котра характеризується вологим субтропічним кліматом. Найтепліший місяць — липень із середньою температурою 29.1 °C (84.4 °F). Найхолодніший місяць — січень, із середньою температурою 18 °С (64.4 °F).
| Клімат Цзіньцзяна       | Клімат Цзіньцзяна | Клімат Цзіньцзяна | Клімат Цзіньцзяна | Клімат Цзіньцзяна | Клімат Цзіньцзяна | Клімат Цзіньцзяна | Клімат Цзіньцзяна | Клімат Цзіньцзяна | Клімат Цзіньцзяна | Клімат Цзіньцзяна | Клімат Цзіньцзяна | Клімат Цзіньцзяна | Клімат Цзіньцзяна |
| Показник                | Січ.              | Лют.              | Бер.              | Квіт.             | Трав.             | Черв.             | Лип.              | Серп.             | Вер.              | Жовт.             | Лист.             | Груд.             | Рік               |
| Середня температура, °C | 18                | 19,4              | 22,5              | 26                | 28,2              | 28,9              | 29,1              | 28,4              | 27,3              | 25,3              | 22,2              | 19,1              | 24,5              |
| Норма опадів, мм        | 28.8              | 35.8              | 52.1              | 104.3             | 195.8             | 232.9             | 207.4             | 270.6             | 340.6             | 231.2             | 115.1             | 46.4              | 1861              |
| Днів з опадами          | 11,8              | 12                | 11                | 11,4              | 14,5              | 16                | 13,5              | 17,5              | 17,5              | 15                | 11,7              | 11                | 162,9             |
| Вологість повітря, %    | 83.5              | 85.8              | 83.4              | 81.2              | 78.6              | 78.7              | 77                | 80                | 81.9              | 81.5              | 80.5              | 81.1              | 81.1              |
| ----------------------- | ----------------- | ----------------- | ----------------- | ----------------- | ----------------- | ----------------- | ----------------- | ----------------- | ----------------- | ----------------- | ----------------- | ----------------- | ----------------- |
| Джерело: Weatherbase    |                   |                   |                   |                   |                   |                   |                   |                   |                   |                   |                   |                   |                   |